# Monellia maculella
Monellia maculella är en insektsart som först beskrevs av Fitch 1855.  Monellia maculella ingår i släktet Monellia och familjen långrörsbladlöss. Inga underarter finns listade i Catalogue of Life.